# 维纳斯和阿多尼斯 (提香)

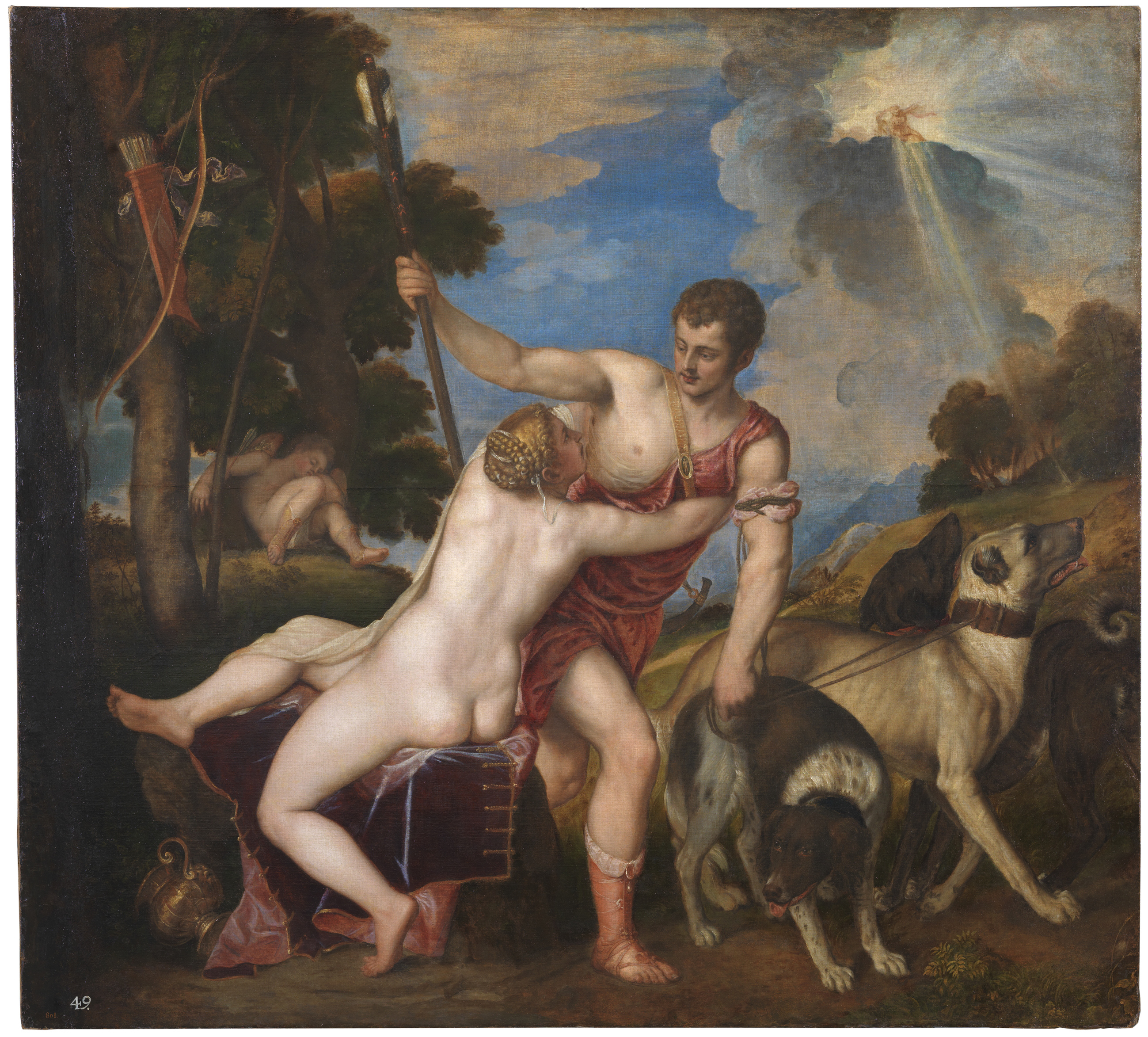
普拉多版本

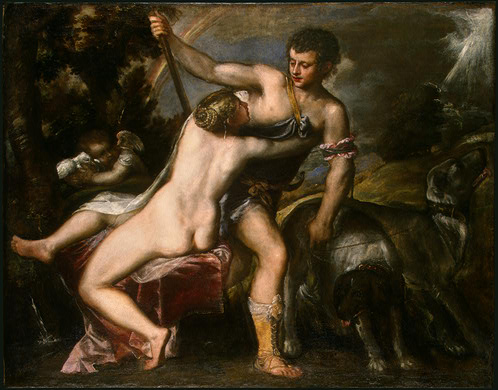
华盛顿国家美术馆版本

《维纳斯和阿多尼斯》是威尼斯文艺复兴艺术家提香的一幅作品。提香本人、助手和其他人曾多次画过这个题材，在16 世纪就有大约 30 个版本，流行的原因是 维纳斯的裸体。 目前尚不清楚现存的哪个版本是原始版本。只有马德里的普拉多博物馆的一个版本有准确的日期，在1554 年在提香和西班牙腓力二世的通信中有记载。
在普拉多版本中，年轻的阿多尼斯不顾情人维纳斯的挽留，执意离开前去狩猎。他一手拿长矛，  另一手臂上缠绕三只猎犬的狗绳。在他们身后左边的树上挂着弓和箭袋，丘比特 在树下睡着。维纳斯坐在一张华丽的桌布上。 阿多尼斯的腰带上挂着号角；他的着装很古典，取自罗马雕塑。 

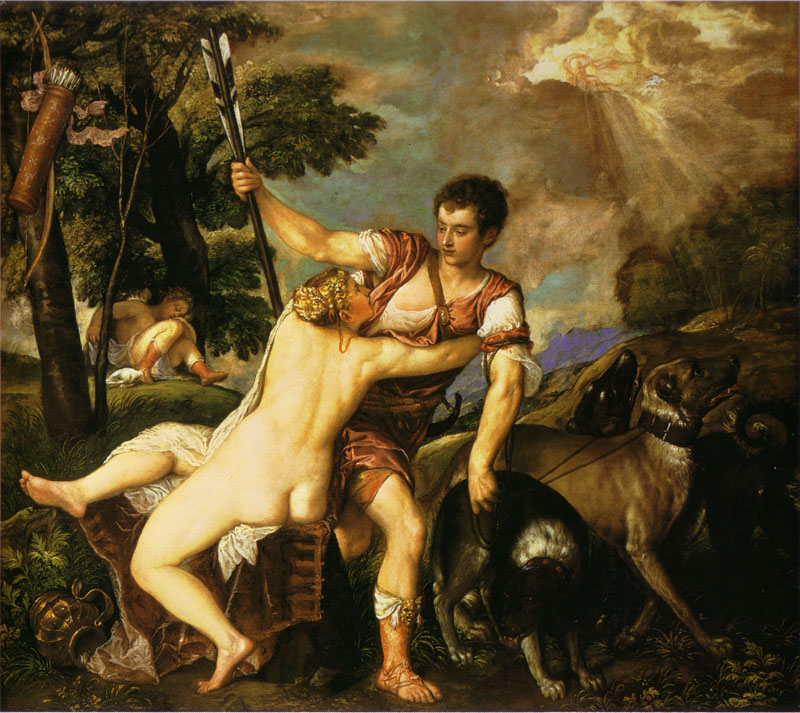
洛桑版本，借给牛津Ashmolean Museum

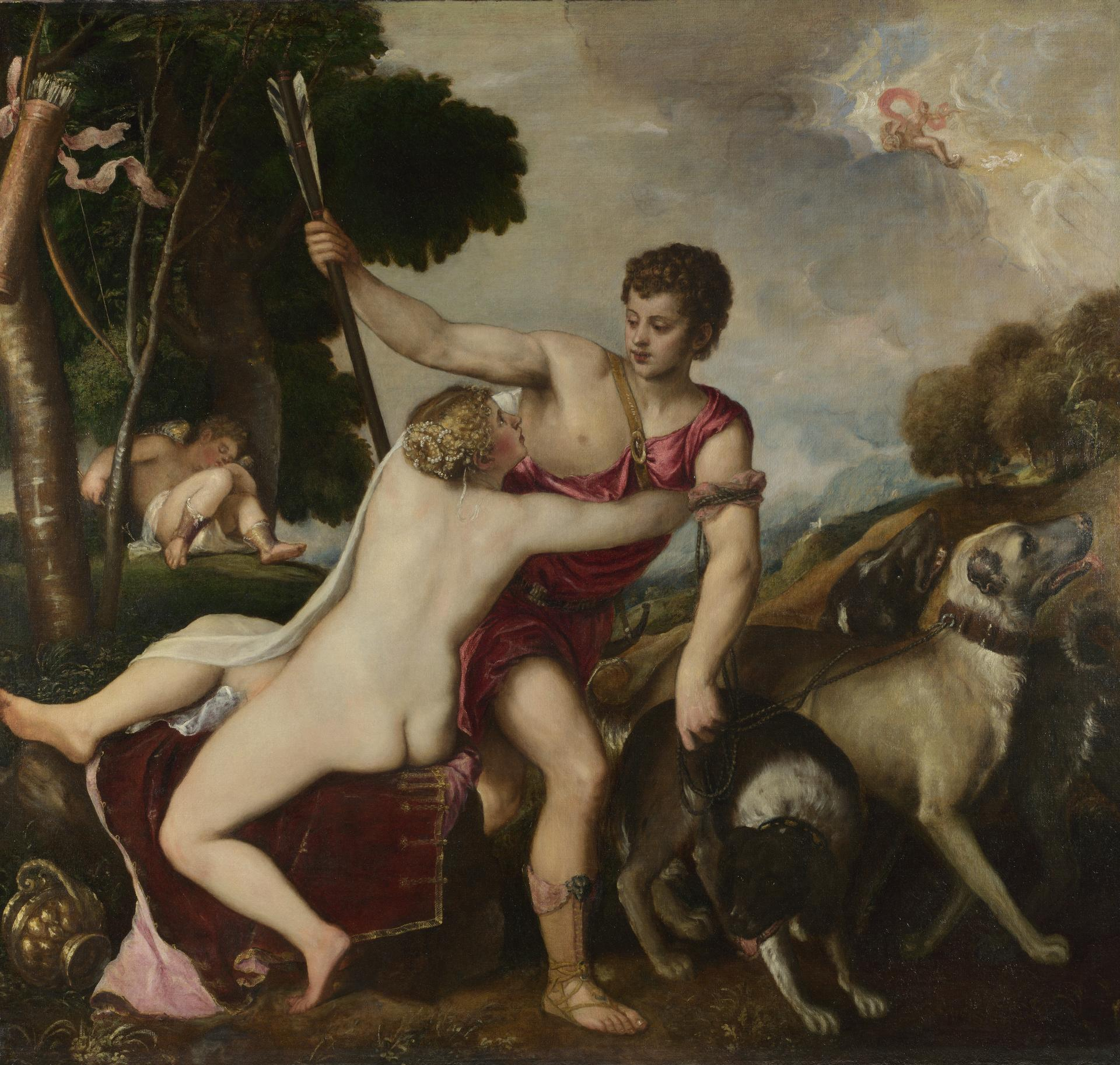
伦敦国家美术馆

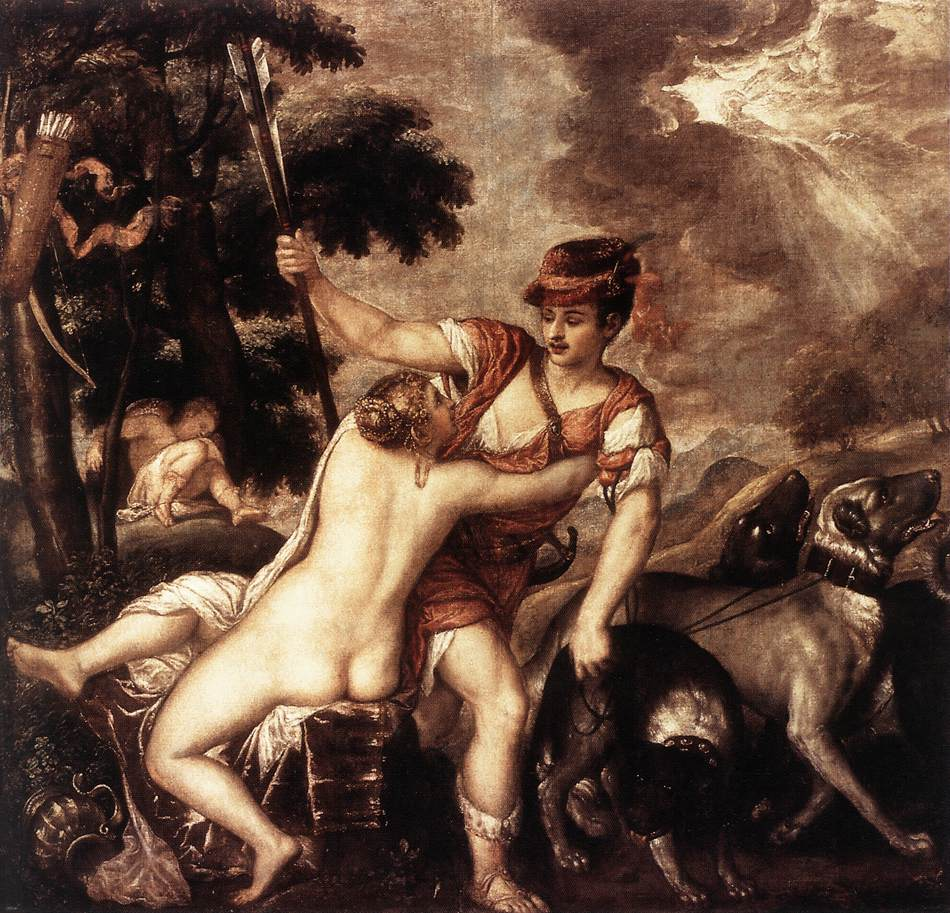
罗马國立古代藝術美術館

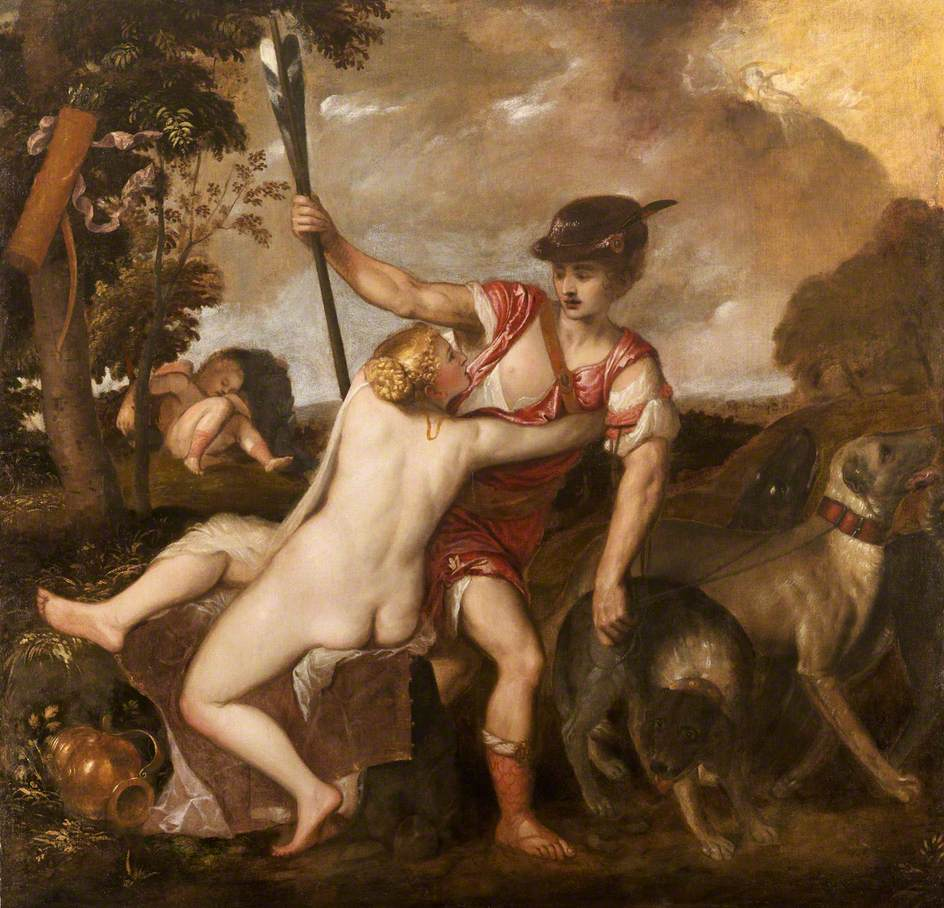
The Dulwich version, with hat, by Titian's workshop.

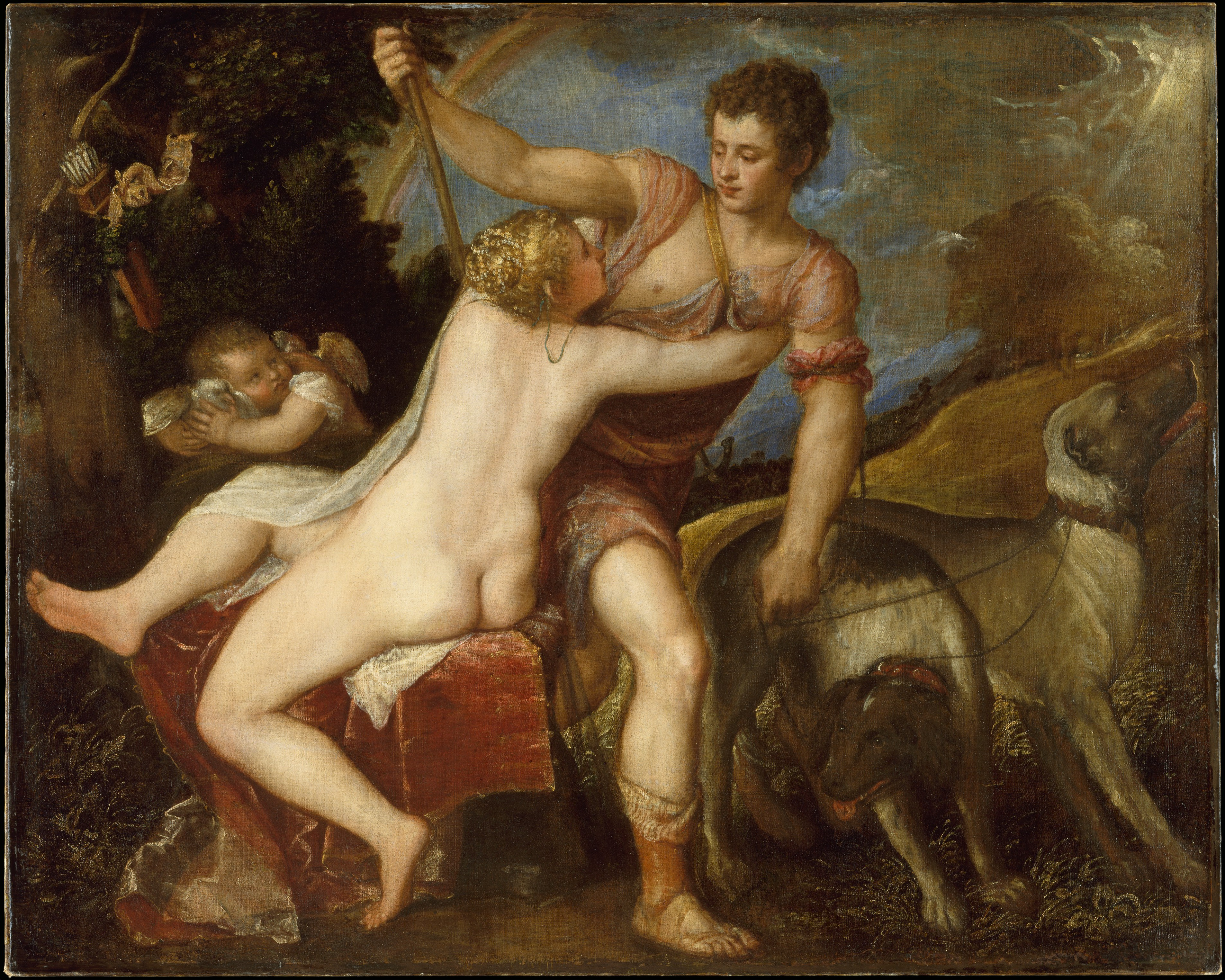
大都会艺术博物馆, Farnese type.